# Jim Sinclair
Jim Sinclair (Lamesa, 1940) és un activista del moviment dels drets dels autistes que, juntament amb altres autistes (Kathy Lissner Grant i Donna Williams), van formar Autism Network International (ANI) el 1992. Sinclair es va convertir en el coordinador original de l'ANI.

## Biografia
Sinclair va dir que no va parlar fins als 12 anys. Sinclair es va criar com una nena, però es descriu tenint un cos intersexual des dels 16 anys, quan va descobrir que no tenia un sistema reproductiu estrictament femení, i en una introducció de 1997 a la Societat Intersexexual d'Amèrica del Nord (Intersex Society of North America, ISNA) Sinclair va escriure que «es manté obertament i orgullosament neutral, tant físicament com socialment».
El 1998, Sinclair va estudiar un postgrau d'assessorament en rehabilitació a la Universitat de Syracuse, a Syracuse, N.Y.
Sinclair va ser la primera persona a «articular la posició dels drets dels autistes».

## Opinions
Sinclair va escriure l'assaig, «No ploris per nosaltres», amb una perspectiva anti-guariment sobre l'autisme. Molts consideren que l'assaig és la pedra angular per al creixent moviment dels drets dels autistes, i ha estat esmentat en el The New York Times i el New York Magazine.
| «                                                                    | No has perdut un nen amb l'autisme. Has perdut un fill perquè el nen que esperaves mai no va arribar a existir. Això no és per culpa del nen autista que existeix, i no hauria de ser la nostra càrrega. Necessitem i mereixem famílies que ens puguin veure i valorar per ser nosaltres mateixos, no famílies que la visió de nosaltres està enfosquida pels fantasmes dels nens que mai van viure. Tingueu pena, si ho voleu fer, pels vostres propis somnis perduts. Però no ploreu per «nosaltres». Estem vius. Som reals. | » |
| — Jim Sinclair, “Don't Mourn for Us,” Our Voice, Vol. 1, No. 3, 1993 | |   |

Sinclair també expressa la seva frustració amb l'enfocament de la gent autista de doble estàndard, com si se'ls digués que la seva persistència és «patològica» quan les persones neurotípiques són lloades per la seva dedicació a alguna cosa important per a ells.